# Шевцов, Дмитрий Александрович
Дмитрий Александрович Шевцов (17 декабря 1928, Смоленск, СССР — 1996, Киев, Украина) — советский и украинский актёр оперетты, режиссёр, драматург, народный артист Украинской ССР (1969).

## Биография
Дмитрий Шевцов родился 17 декабря 1928 года в Смоленске. В 1945 году закончил студию при Горьковском театре драмы (сейчас Нижегородский государственный академический театр драмы имени М. Горького) и стал работать в жанре музыкальной комедии.

В 1956—1970 годах был актёром Киевского театра оперетты, а с 1970 по 1980 годы работал в нём режиссёром. О его игре в этом театре журнал «Огонёк» 5 сентября 1970 года писал: 
"Так уж сложилось, что у актёра не бывает двух одинаковых спектаклей: сегодня он играет прекрасно, завтра — хуже. Но если на сцене занят Дмитрий Шевцов, вы, не отрываясь, будете следить за каждым его шагом. Артист перевоплощается не только с вечера до вечера: даже в одном спектакле Шевцов иногда играет несколько ролей; это острохарактерный актёр, со вкусом, с чувством меры и юмора; его Солопий Ботинок в «Сорочинской» надолго запоминается ".
В 1970-е годы между Киевским театром оперетты и Прешовским театром им. Йонаша Заборского (Чехословакия, сейчас Словакия) действовал договор о творческом содружестве. В рамках этого сотрудничества Дмитрий Шевцов поставил в Прешове свою пьесу «Бравый солдат Швейк» на музыку Владлена Лукашова, а также ряд других представлений.
Автор либретто ряда музыкальных комедий, в частности оперетты «Блажен остров» (1989, по мотивам пьесы М. Кулиша «Так погиб Гусь», муз. А. Филиппенко).
Умер в 1996 году в Киеве.

### Семья
- Жена — актриса оперетты Лидия Григорьевна Запорожцева (1937—2015), заслуженная артистка Украины.
- Дочь — Алёна Запорожцева, закончила Киевский политехнический институт, химик-технолог. Сейчас активно ведёт творческую деятельность. Художник.
- Дочь — актриса театра и кино Василиса Шевцова. Работает в театре приключений и фантастики "Каскадёр".
- Внук — Дмитрий Шевцов, был назван в честь деда и пошел по его стопам, став режиссером телевидения. Работает в СМИ.

## Награды
- Народный артист УССР (1969).
- Заслуженный деятель искусств ЧССР (1972).

## Работы в театре

### Актёр
- «Сорочинская ярмарка» Рябова — Ботинок
- «Майская ночь» Рябова — Каленик
- «Свадьба в Малиновке» Рябова — Попандопуло
- «На рассвете» Сандлера — Котовский
- «Безумный брат мой» Цабадзе — Джордж и Гарольд

### Режиссёр
- 1970 — «Бравый солдат Швейк» В. Лукашова (ЧССР; режиссёр и актёр) — Швейк
- 1972 — «Девушка и море» Я. Цегляра (ЧССР)
- 1972 — «Сто первая жена султана» А. Филипенко (Киевский театр оперетты)
- 1975 — «Люблю тебя» Л. Колодуба (Киевский театр оперетты)

### Либретто
- Оперетты:
  - 1959 — «Владимирская горка» Владлена Лукашова
  - 1960 — «Аленушка» В. Гомоляки
  - 1975 — «Люблю тебя» Л.Колодуба по пьесе В. Розова
  - 1983 — «Сердце мое с тобой» И. Поклада
  - 1989 — «Блажен остров» по мотивам пьесы М. Кулиша «Так погиб Гусь», муз. А. Филипенко
  - «Девушка и море» Я. Цегляра

- Мюзикл «За двумя зайцами» В. Ильина, В. Лукашова по мотивам одноимённой пьесы М. Старицкого
- Спектакль «Черти полосатые» В. Лукашова
- Музыкальная комедия «Вива, Бородач» В. Лукашова

## Фильмография
Сценарист, актёр:
- 1981 — Девушка и море — дед Макар